# Fondeo

Detalle de los círculos de fondeo en una carta náutica

El fondeo o anclaje es la maniobra para inmovilizar un objeto usando un ancla: un barco, un tren, etcétera. Anclar es la maniobra náutica necesaria para que una nave o cualquier objeto que flote quede sujeto con seguridad al fondo. Es la maniobra náutica de anclar un cuerpo flotante: barco, boya, almadraba, etcétera. también se conoce como fondear haciendo que el objeto que flote quede sujeto con seguridad al fondo.
Esta maniobra náutica se hace habitualmente con anclas o con un peso muerto que se deposita en el fondo. En barcos ligeros, si el muerto tiene una boya, una nave queda fondeada cuando se amarra, sin ser necesario echar el ancla.

## Anclas

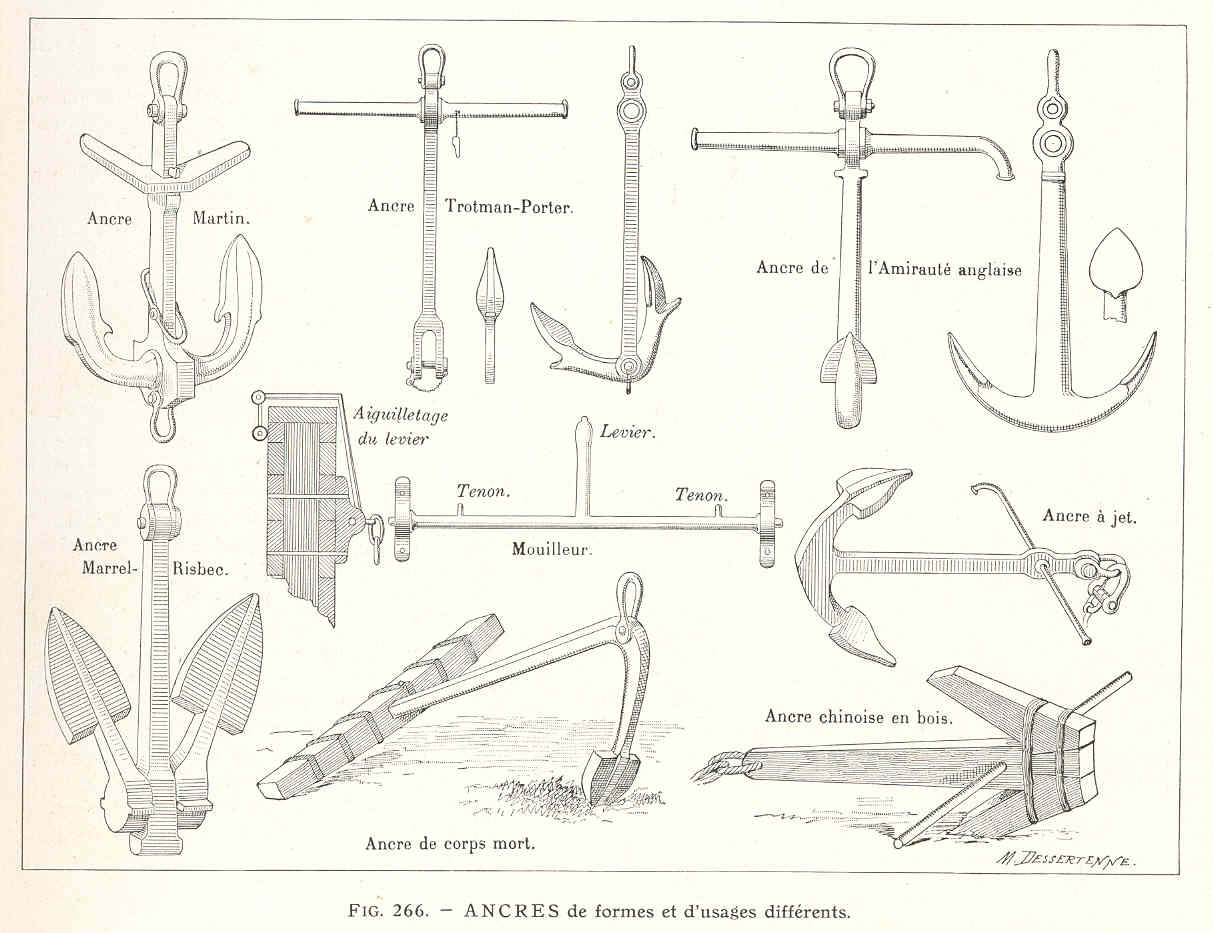
Anclas de formas y de usos diferentes

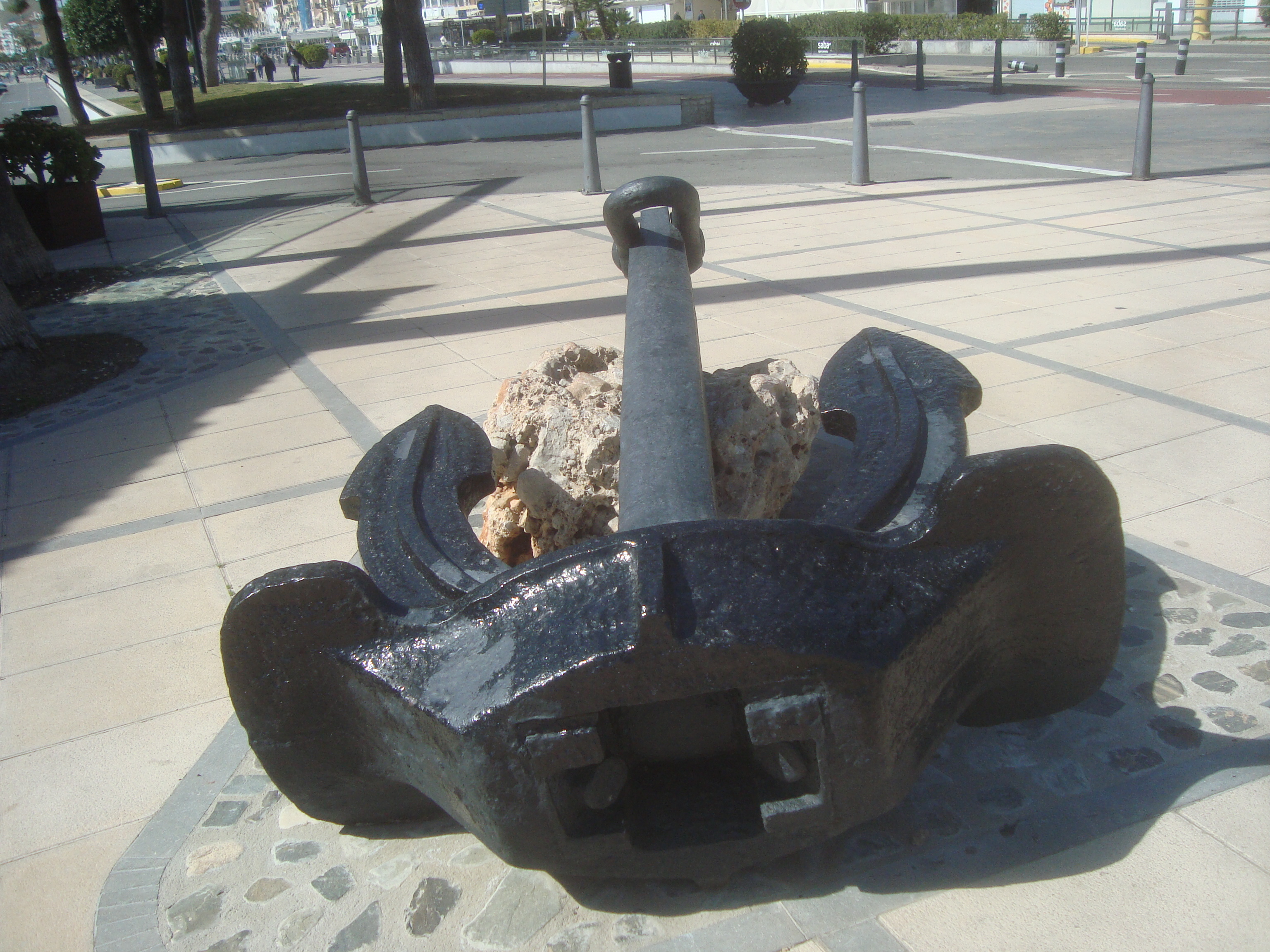
Ancla de barco de la primera mitad del.

Hay varios tipos de anclas, que por el peso y forma corresponden a cada navío y tipo de fondo y profundidades. Las anclas de los navíos ligeros en navegación se depositan en un cofre, fácilmente accesible, normalmente en la proa y amarradas con cabezas en el extremo del navío y unos metros de cadena en el extremo del ancla. Los barcos de gran desplazamiento en llevan dos en el exterior del buque. Las anclas de cemento se utilizaban antiguamente. En zonas de fondeo de navíos deportivos son habituales el usar un bloque de cemento de peso suficiente derrumbado en un lugar fijo y se  Balizas para usos repetidos con una boya. Las condiciones a tener en cuenta al fondear son el estado de la mar, la profundidad y tipo del fondo, la dirección del viento y la proximidad de otros objetos o barcos.

## Maniobra

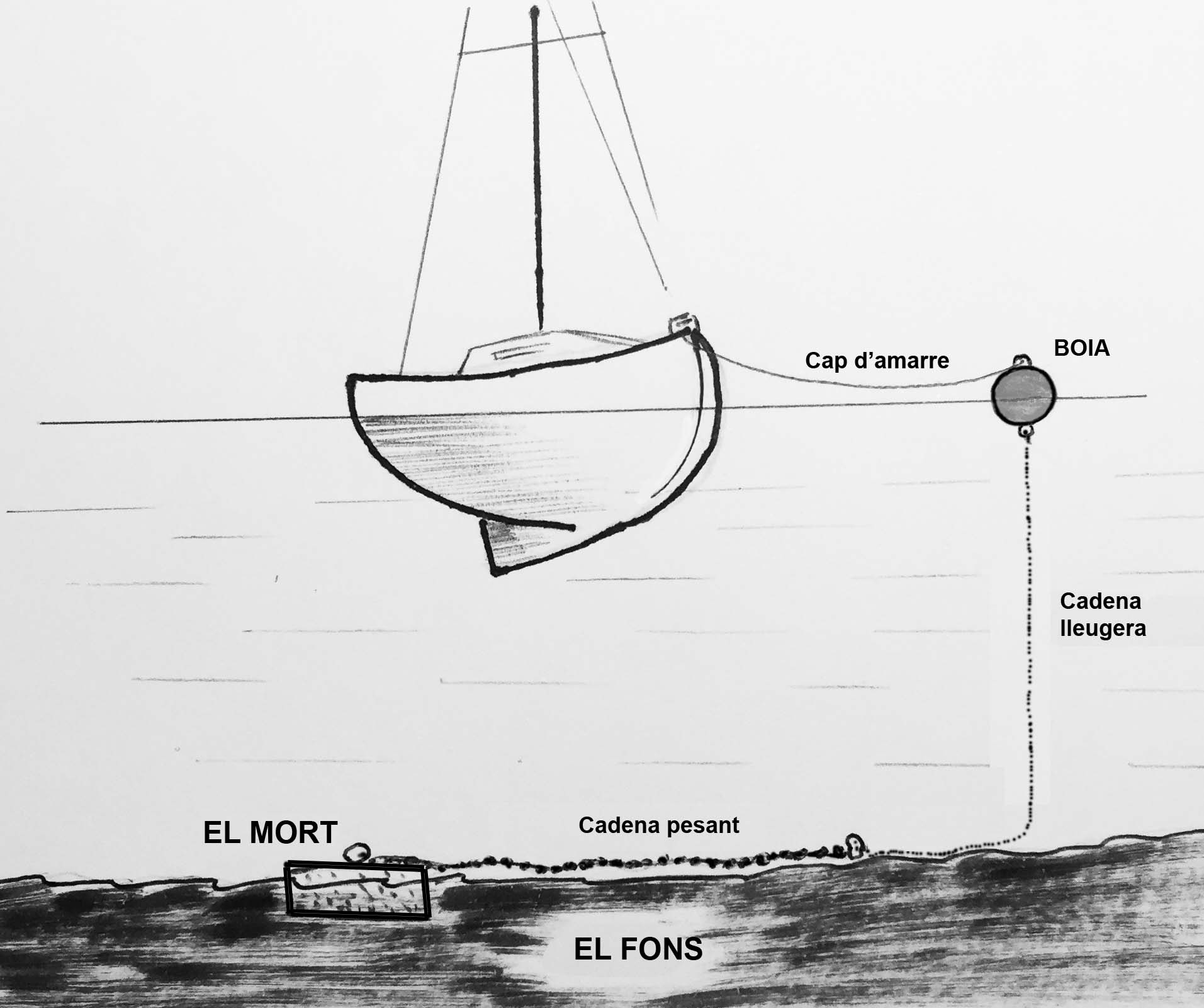
Fondeo con boya y muerto

Después de la preparación (conocer la dirección e intensidad del viento, los obstáculos circundantes, las posibles corrientes, la profundidad y tipo de fondo) y asegurando la disposición del ancla y el  tripulante, cuando el barco es en posición de fondeo se suelta el ancla sin dilación hasta que toque fondo y se finaliza cuando se comprueba que queda fijo,  cazando  el extremo a bordo. La maniobra de anclar conlleva la de levar anclas.

## A tener en cuenta

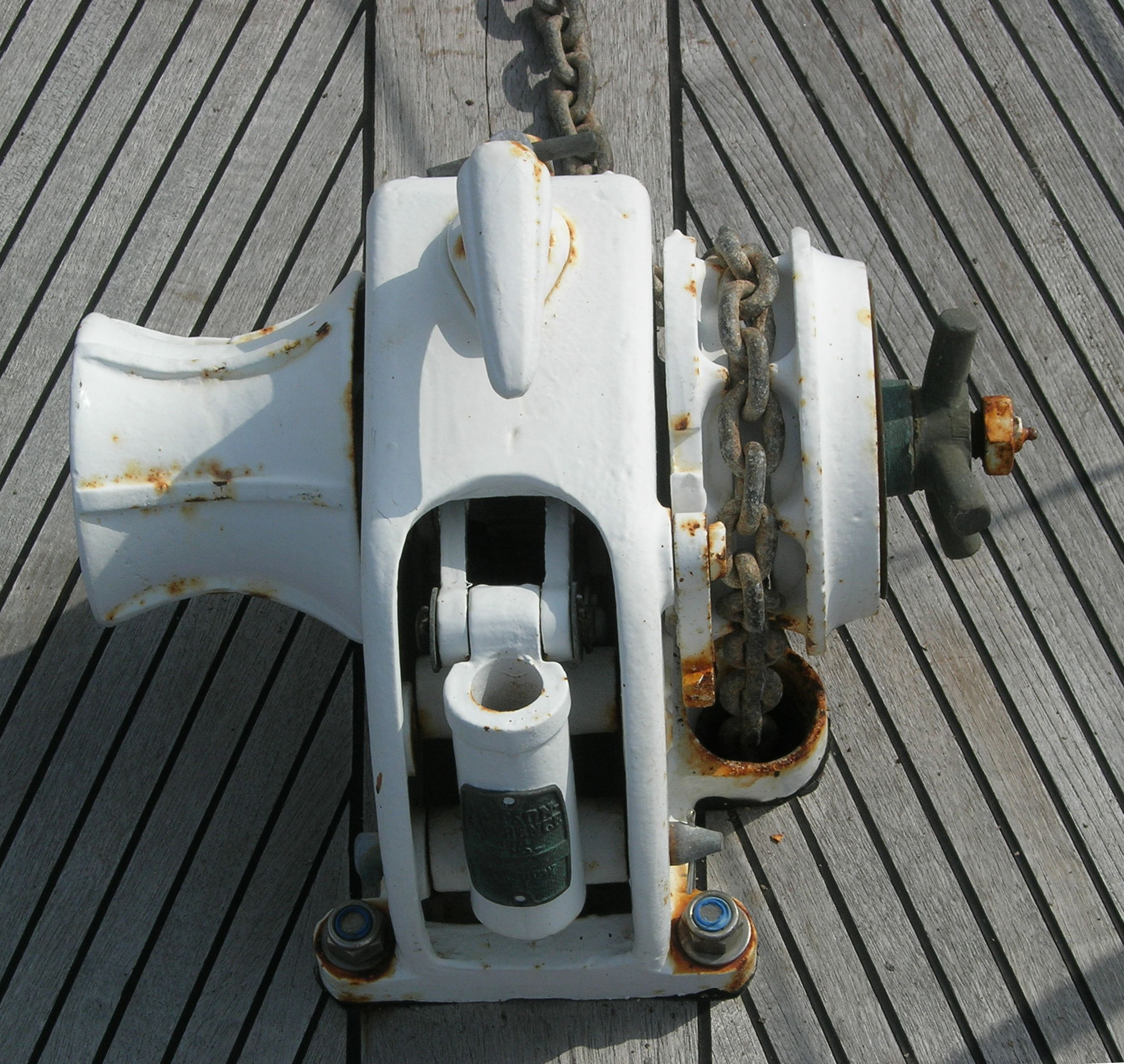
Molinete

- Borneo (náutica).[4] Cuando un navío es fondeado y el viento cambia de dirección se produce un movimiento circular que puede hacer abordajes entre embarcaciones que no hayan dejado suficiente espacio al fondear.
- Garreo. En determinados fondos de arena está el peligro del desplazamiento del ancla al moverse el navío por la fuerza del viento o las corrientes. Tanto en el caso de borneo o de guerreig es necesario
- Longitud de la cabeza / cadena. Hace de amortiguador del oleaje
- Comprobación visual guerreig.[5]
- Profundidad
- Tipo de fondo
- Previsión de levantar el ancla. Molinillo[6][7]

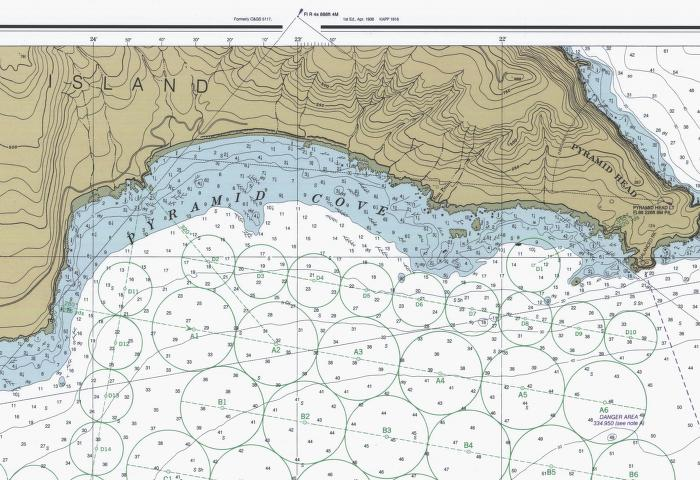
Carta de una zona de fondeo reglamentaria